# S-параметры
S-параметры (от англ. scattering — рассеяние) — элементы матрицы рассеяния многополюсника, описывающего обычно радиотехническое устройство.
Различные типы СВЧ-устройств можно описать с помощью падающих и отражённых волн, которые распространяются в подключенных к ним линиях передач. Связь между этими волнами описывается волновой матрицей рассеяния или матрицей S-параметров.
Свойства многополюсника с {\displaystyle N} входами описываются с помощью {\displaystyle N} уравнений, связывающих комплексные амплитуды падающих и отражённых волн.

## Определение
Каждый вход (порт) многополюсника в технике СВЧ принято представлять в виде поперечного сечения («клеммной плоскости») линии передачи с основным типом волн. Колебательный процесс на входе с индексом {\displaystyle i} можно представить в виде суммы падающей (распространяющейся по направлению к многополюснику) и отражённой (распространяющейся от многополюсника) волн с амплитудами (нормированными амплитудами) соответственно {\displaystyle a_{i}} и {\displaystyle b_{i}}. В линейном многополюснике с {\displaystyle N} портами амплитуды этих волн связаны линейными зависимостями:
{\displaystyle {\begin{cases}b_{1}=s_{11}a_{1}+s_{12}a_{2}+\ldots +s_{1N}a_{N}\\b_{2}=s_{21}a_{1}+s_{22}a_{2}+\ldots +s_{2N}a_{N}\\\cdots \\b_{N}=s_{N1}a_{1}+s_{N2}a_{2}+\ldots +s_{NN}a_{N}\end{cases}}}
Здесь {\displaystyle s_{mn}} — коэффициенты рассеяния, не зависящие от {\displaystyle a_{i}} и {\displaystyle b_{i}}. Данный набор уравнений можно записать в матричной форме. Для этого амплитуды падающих и отражённых волн нужно представить в виде матриц-столбцов {\displaystyle a} и {\displaystyle b}:
{\displaystyle a={\begin{pmatrix}a_{1}\\a_{2}\\\vdots \\a_{N}\end{pmatrix}},\quad b={\begin{pmatrix}b_{1}\\b_{2}\\\vdots \\b_{N}\end{pmatrix}}.}
Тогда связь между {\displaystyle a} и {\displaystyle b} будет иметь вид:
{\displaystyle b=Sa},
где {\displaystyle S} — матрица рассеяния:
{\displaystyle S={\begin{pmatrix}s_{11}&s_{12}&\cdots &s_{1N}\\s_{21}&s_{22}&\cdots &s_{2N}\\\vdots &\vdots &\ddots &\vdots \\s_{N1}&s_{N2}&\cdots &s_{NN}\end{pmatrix}}}

## Физический смысл
Чтобы определить физический смысл элементов матрицы рассеяния многополюсника СВЧ, необходимо на его вход (порт) с номером {\displaystyle n} подать падающую волну, то есть возбудить многополюсник волнами с амплитудой {\displaystyle a=(0,\ldots ,0,a_{n},0,\ldots ,0)^{\mathrm {T} }}, а ко всем прочим портам подключить согласованные (неотражающие, полностью поглощающие волны) нагрузки. Тогда амплитуды выходящих из портов волн будут равны {\displaystyle b_{m}=s_{mn}a_{n}}, откуда {\displaystyle s_{mn}=b_{m}/a_{n}}.
Таким образом, элементы матрицы рассеяния с индексами {\displaystyle n\neq m} представляют собой коэффициенты передачи в порт {\displaystyle m} из порта {\displaystyle n}, а с индексами {\displaystyle n=m} (элементы главной диагонали матрицы) — коэффициенты отражения для случая, когда ко всем портам, кроме порта с номером {\displaystyle n}, подключены поглощающие нагрузки.

## Область применимости
В отличие от матриц сопротивлений (проводимостей) и матриц передачи, матрица рассеяния определена для всех устройств СВЧ. Кроме того, с инженерной точки зрения процесс измерения S-параметров возможен для любых устройств СВЧ, так как он сводится к измерению параметров падающей и отражённой волны на входах устройства.